# Kutsi
Kutsi (* 16. März 1973 in Akçadağ, Provinz Malatya; bürgerlich: Ahmet Kutsi Karadoğan) ist ein türkischer Popmusiker und Schauspieler.

## Leben und Karriere
Kutsi, der nach dem Schriftsteller Ahmet Kutsi Tecer benannt ist, wuchs in Ankara auf. 1992 scheiterte er mit dem Versuch, durch ein kleines Album mit eigenen Stücken in Istanbul auf sich aufmerksam zu machen. Er setzt seine musikalische Arbeit jedoch fort und 2000 nahm ihn Erol Köse unter Vertrag. Nach kurzer Zeit erschien sein erstes Album Aşk Payını Aldı.
Er schrieb Stücke für verschiedene Künstler wie Nâlân und Berksan. Mit Petek Dinçöz sang er eine Reihe von Duetten. Neben anderen Arbeiten, etwa als Moderator im Musiksender Kral TV oder einem Auftritt in der Fernsehserie Doktorlar, erschienen ab 2005 weitere Alben. Sein veröffentlichter Pop-Song Sana Ne wurde ein erfolgreicher Hit. Sein viertes Album Aynı Şehirde Nefes Almak Bile Bana Yetiyor hebt sich dadurch ab, dass es zusammen mit dem Staatssymphonieorchester Istanbul unter Leitung von Osman İşmen bei vollkommenem Verzicht auf elektronische Musik aufgenommen wurde.

## Diskografie

### Alben
- 2000: Aşk Payını Aldı
- 2005: Sana Ne
- 2007: Aynı Şehirde Nefes Almak Bile Bana Yetiyor
- 2008: Aynadaki Yüzünün Karşılığı Benim
- 2010: Bambaşka
- 2013: Bilmem Anlatabildim mi?

### Kompilationen
- 2017: Mavi

### Livealben
- 2023: En İyiler (Akustik)

### Kollaborationen
- 2006: Kördüğüm (mit Petek Dinçöz)

### Singles
| - 2000: Soran Yok - 2000: Haram Olsun - 2005: Sana Ne - 2005: Geçer - 2005: Aşkın Gururu - 2005: Doğum Günü (mit Petek Dinçöz) - 2006: Kördüğüm (mit Petek Dinçöz) - 2006: Balkızın Aşk Baladı (mit Nâlân) - 2007: Hediyem Olsun - 2007: Olay Olacak Aşkımız - 2007: İlan-ı Aşk - 2007: Aynı Şehirde Nefes Almak Bile Bana Yetiyor - 2008: Aynadaki Yüzünün Karşılığı Benim - 2010: Bambaşka - 2010: Melek - 2010: Zor Olsa Da - 2012: Ben O Zaman Ölürüm - 2013: Bilmem Anlatabildim Mi? - 2013: Sevmek Sadece | - 2013: O Kişi - 2014: Yaz Günü - 2014: Vestiyer (mit Ahmet Selçuk İlkan & Işın Karaca) - 2016: Aşıklar Şehri (mit Zara) - 2016: Söz Konusu Aşk (mit Meral Kendir) - 2016: Beşiktaşım Benim - 2016: Kalbimdeki Deniz - 2016: Aşk Kitabı - 2017: Yapma Dedim Sana - 2017: Başımız Sağ Olsun - 2018: Çok Zor - 2019: Nasıl Da Aşıktık (mit Yaşar Gaga) - 2019: Yaralandım (mit Nâlân) - 2020: Biz Bize Yeteriz - 2020: Hayranım Sana - 2021: Sen Misin Tek Deli - 2021: Annem (mit Fatma Şahin) - 2021: Hayatımın Anlamı (mit Zara) - 2024: Müsadenle |

## Filmografie

### Filme
- 2015: Zilin Sesi
- 2022: Buğday Tanesi

### Serien
- 2006–2009: Doktorlar
- 2009–2010: Kahramanlar
- 2012–2014: Huzur Sokağı
- 2015: Beyaz Yalan
- 2016: Kırgın Çiçekler
- 2016–2018: Kalbimdeki Deniz
- 2019–2021: Benim Adım Melek
- 2021–2022: Annemizi Saklarken
- 2023: Üvey Anne

## Auszeichnungen
- 2006: Kral Türkiye Müzik Award in der Kategorie Bestes Duett (für Doğum Günü)
- 2008: Kral Türkiye Müzik Award in der Kategorie Song des Jahres (für İlan-ı Aşk)

| Personendaten    | Personendaten          |
| ---------------- | ---------------------- |
| NAME             | Kutsi                  |
| ALTERNATIVNAMEN  | Karadogan, Ahmet Kutsi |
| KURZBESCHREIBUNG | türkischer Popmusiker  |
| GEBURTSDATUM     | 16. März 1973          |
| GEBURTSORT       | Akçadağ                |